# Wąsatkokształtne
Wąsatkokształtne, polimiksjokształtne (Polymixiiformes) – monotypowy rząd morskich, głębinowych ryb promieniopłetwych (Actinopterygii).

## Występowanie
Na szelfie i w górnej części stoku kontynentalnego w strefie tropikalnej i subtropikalnej, zwykle na głębokości od 180 do 640 m. W zapisie kopalnym są znane od późnej kredy.

## Cechy charakterystyczne
Ciało średnio wydłużone i ścieśnione. Płetwa grzbietowa ciągła, złożona z 4–6 promieni twardych oraz 26–38 miękkich. W płetwie odbytowej są 4 krótkie promienie twarde i od 13 do 17 miękkich. Płetwy brzuszne, wsparte na jednym promieniu podobnym do kolca i 6 promieniach miękkich, są położone tuż przed najniższym punktem ciała.
Wąsatkokształtne osiągają do 38 cm długości ciała.

## Systematyka
Do wąsatkokształtnych zaliczana jest jedna rodzina:
- Polymixiidae – wąsatkowate

Polskie nazwy rzędu „wąsatkokształtne” i rodziny „wąsatkowate” nawiązują do pary wąsików osadzonych na podbródku.